# 동래향교 명륜당
동래향교 명륜당(東萊鄕校 明倫堂)은 부산광역시 동래구, 동래향교에 있는 조선시대의 건축물이다. 2013년 5월 8일 부산광역시의 유형문화재 제128호로 지정되었다.

## 개요
동래향교 명륜당은 1813년(순조 13)에 동래부사 홍수만이 현 위치로 동래향교를 옮긴 후 1815년(순조 15)에 건립한 건물이다.
정면 5칸, 측면 3칸의 맞배집으로, 가운데 넓은 대청을 두고 그 좌우에 정면 1칸, 측면 2칸 크기의 온돌방을 둔 형태이다. 공포는 전면과 후면이 다른데, 전면은 외1출목 2익공식으로 앙서형의 초익공 상단에는 연꽃을 초각했으며, 수서형의 2익공 하단에는 연봉을 초각했다. 배면은 출목이 없는 이익공식으로 외부 익공은 모두 대량 뺄목의 길이에 맞추어 마구리를 직절(直切)한 단조로운 형태이다.
동래향교 명륜당은 익공의 형태와 초각 및 부재의 치목, 결구수법 등에서 조선 후기 향교 명륜당의 건축적 특징을 잘 보여주고 있으며, 보존상태도 양호한 편이다.
현존하는 향교 명륜당 건물 중에서는 다소 늦은 시기에 건축된 건물이지만 구조와 평면형식, 입면구성 및 세부에서 조선 후기 향교 명륜당의 건축적 특징을 잘 보여주고 있는 등 학술적 가치를 지니고 있는 건축 문화재이다.

## 같이 보기
- 동래향교

## 참고 자료
- 동래향교 명륜당 - 국가유산청 국가유산포털